# Oroszlány
Oroszlány (németül: Ohreslahn, szlovákul: Oroslán vagy Orosláň) város Magyarországon, Komárom-Esztergom vármegyében. A vármegye ötödik legnépesebb települése, valamint az Oroszlányi járás székhelye.

## Fekvése
A Vértes északnyugati lábánál, a Vértesalja északkeleti peremén, a Tatabányától 15 kilométerre délnyugatra helyezkedik el. A szomszéd települések: észak felől Kecskéd és Környe, északkelet felől Vértessomló, kelet felől Várgesztes, délkelet felől Gánt, délnyugat felől Pusztavám, nyugat felől Bokod, északnyugat felől pedig Dad.

### Megközelítése
Oroszlány a hazai közlekedési hálózat szempontjából meglehetősen félreeső elhelyezkedésű város, nemcsak főközlekedési utak, de még másodrendű főutak sem érintik, kizárólag négy számjegyű mellékutakon érhető el. A legfontosabb megközelítési iránya Tatabánya és az M1-es autópálya felől: előbb a 8135-ös úton, majd Környétől a 8119-es úton, a Csákvárra vezető majki elágazástól pedig a 8143-as úton. Kecskéd felől a 8155-ös út vezet a városba; nyugati határszélét érinti még a 81 134-es út is.
Közvetlen autóbuszjáratokkal Budapestről, Székesfehérvárról, Kisbérről és Tatabányáról érhető el. A hazai vasútvonalak közül is csak egy aránylag rövid szárnyvonal, a Tatabánya–Oroszlány-vasútvonal érinti, amelynek Oroszlány vasútállomás a végállomása; óránként köti össze elővárosi személyvonat Budapesttel.

## Története

### Nevének eredete
Szokatlanul hangzó nevét a népetimológiás magyarázat szerint azért kapta, mert a várúr két rossz lányát tartotta bezárva az erődítmény börtönében („Ó, rossz lány…” – hangoztatta gyakran). A tudományos etimológia szerint azonban nevét a Csák család címerállatáról, az oroszlánról kapta. Egyes vélekedések szerint a vár kapuját is két kőoroszlán őrizte.

### Előtörténet
A város közelében fekvő Környén már a római korban is település volt (Quirinum), ám Oroszlányban az ember legkorábbi nyoma a város mai területén az avar korból fogható meg (eltekintve a XIX. század végén talált, néhány nehezen datálható kőeszköztől), erről két kora avar kori temetőrészlet feltárása (1957, 1973) során előkerült leletek (pajzsdudorok, lándzsahegyek, vaskések, ékszerek, kerámiák, fémabroncsos favödröcskék stb.) tanúskodnak.

### Középkor és újkor
Első említése 1383-ból ismert, ekkor Oroszlankew (Oroszlánkő) néven tűnik fel, aztán a 15. században Possesio Orozlankew néven említik egy oklevélben, a Csák nemzetség birtokaként.
1536-ban még feltűnik „Oroszlánkő várának” említése, aztán a török hódoltság idején már nem szerepel a lakott helyek jegyzékében. Forrásainkból mindenesetre kiderül, hogy a török az 1543-as hadjárata során felgyújtotta Tata, Gesztes és Vitány várát is, elképzelhető, hogy Oroszlánkő is erre a sorsra jutott.
A 16. század második felében, ill. a 17. században a vár és vidéke teljesen lakatlan, neve is „Pusztaoroszlánkő”-ként tűnik fel ekkor. A megújulás a török kiűzését követő betelepítési politika révén köszöntött a vidékre: a terület ekkori birtokosai, az Eszterházyak Pozsony, Nyitra és Trencsén vármegyéből származó szlovákokat telepítettek be a puszta vidékre. A telepesek feljegyzéseiből kiderül: ekkor még láthatóak voltak a vár romjai, de annak köveit házaik építéséhez hordták szét.
A Rákóczi-szabadságharc bukása után a fejedelemhez hű Esterházy Antal követte urát a száműzetésbe, így birtokai a császárhű Eszterházy Józsefre szálltak. Ez idő tájt a népesség száma igen alacsony volt a faluban: mindössze húsz körüli volt az itt élő jobbágycsaládok száma, ám ez az úrbérrendezés idején már 117 fő jobbágyra valamint 50 fő zsellérre emelkedett. Továbbnézve a demográfiai adatokat megállapíthatjuk, hogy az 1820-as években a falunak 598 lakója volt már, akik a csaknem 200 házban élték nehéz életüket.
Az 1848–49-es események utáni jobbágyfelszabadítás némileg könnyített a jobbágyok terhein, ám szűkös bevételeik miatt gyakran kénytelenek voltak a közelben fekvő Eszterházy-birtok számára dolgozni. A nehéz körülmények miatt százak vándoroltak el a vidékről, a helyzetet tovább súlyosbították az első- majd a második világháború emberveszteségei.

### A II. világháború után
A szocialista időkben a várost övező széntelepekre tevődött át a hangsúly, (a barnakőszén nyomait már a 20. század elején kimutatták), amelynek nyomán a település 1954-ben városi rangot nyert, és Oroszlány városa az ország egyik legfőbb szénbányászati térségévé vált. Ennek azonban vége: az aknák mára mind bezártak.

## Közélete

### Polgármesterei
- 1990–1994: Dr. Sunyovszki Károly (nem ismert)[3]
- 1994–1998: Székely Antal (MSZP)[4]
- 1998–2002: Dr. Sunyovszki Károly (Fidesz–MDF)[5]
- 2002–2006: Rajnai Gábor (MSZP)[6]
- 2006–2010: Rajnai Gábor (MSZP)[7]
- 2010–2014: Takács Károly (Fidesz–KDNP)[8]
- 2014–2019: Lazók Zoltán (MSZP–DK–Együtt)[9]
- 2019–2024: Lazók Zoltán (Oroszlányiak Lokálpatrióta Köre Egyesület)[10]
- 2024– : Takács Károly (Fidesz–KDNP)[1]

## Népesség
A település népességének változása:
| Lakosok száma | 18 326 | 18 139 | 18 171 | 18 078 | 18 064 | 17 873 |
|               | 2013   | 2014   | 2018   | 2022   | 2023   | 2024   |

A 2011-es népszámlálás során a lakosok 81,8%-a magyarnak, 2,4% cigánynak, 1,3% németnek, 0,7% románnak, 0,9% szlováknak mondta magát (18,2% nem nyilatkozott; a kettős identitások miatt a végösszeg nagyobb lehet 100%-nál). A vallási megoszlás a következő volt: római katolikus 24,1%, református 6,2%, evangélikus 3,4%, görögkatolikus 0,7%, felekezeten kívüli 33,2% (30,6% nem nyilatkozott).
2022-ben a lakosság 83,5%-a vallotta magát magyarnak, 2% cigánynak, 1,2% ukránnak, 0,8% németnek, 0,6% szlováknak, 0,6% románnak, 0,1-0,1% szerbnek és lengyelnek, 2,3% egyéb, nem hazai nemzetiségűnek (15,2% nem nyilatkozott; a kettős identitások miatt a végösszeg nagyobb lehet 100%-nál). Vallásuk szerint 14,7% volt római katolikus, 5,3% református, 2,4% evangélikus, 0,4% görög katolikus, 0,1% ortodox, 1,5% egyéb keresztény, 0,6% egyéb katolikus, 27,9% felekezeten kívüli (46,9% nem válaszolt).

## Címer leírása
Oroszlány város címere hegyes talpú pajzs, kék mezőben, zöld pázsiton, balra forduló, ágaskodó, egyfarkú, arany oroszlán.

## Gazdaság
A térség egyik legnagyobb foglalkoztatójának számított a Vértesi Erőmű Zrt. A cég működtette Magyarország utolsó mélyművelésű szénbányáját, az eocén program során 1981-ben megnyitott márkushegyi bányaüzemet, valamint az erre települt Oroszlányi erőművet, mely 1961-ben kezdte meg működését. Az 1990-es években már 7500 bányász elveszítette a munkáját. A bánya 2014 végén zárt be, az erőműben pedig 2015. december 31-én állt le a termelés, miután az áramtermelés a meglévő költségszinten és áramárak mellett nem volt fenntartható, valamint a szigorodó környezetvédelmi előírások miatt széntüzeléssel már nem üzemelhetett tovább. Ezt követően 233 dolgozót bocsátottak el, és 2016 szeptemberében további 200 ember munkaviszonya szűnt meg. Később 2024 telén újranyitott a Veolia Energia Magyarország Zrt átal.

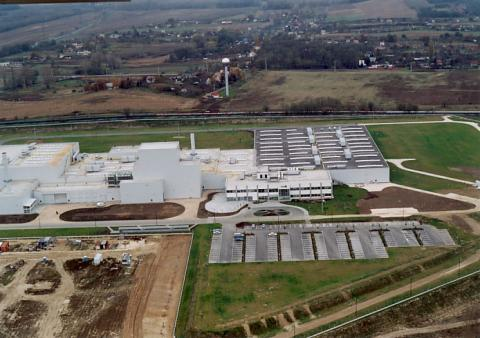
Az ipari park látképe légifelvételen

Oroszlány (és a szomszédos Bokod) távfűtését az erőművön keresztül az állam biztosította, erre a Vértesi Erőmű Zrt. 2020-ig kötelezettséget vállalt, és azt 2016 januárjától az MVM Oroszlányi Erőműfejlesztő Zrt. gázkazános mini erőműve révén látja el.
A város mellett ipari park működik, ahol jellemzően összeszerelő-üzemek működnek, az egykori erőműhöz képest alacsonyabb fizetést biztosítva a munkavállalóknak; emiatt már munkaerőhiánnyal is szembesülnek. Ugyanakkor a megye 100 legnagyobb árbevételű vállalkozásából négy is itt működik (BorgWarner Oroszlány Kft., GE Water and Process Hungary Kft., Wescast Hungary Zrt., Vértesi Erőmű Zrt.), ami stabil iparűzési adó bevételt biztosít az önkormányzatnak.

## Nevezetességei

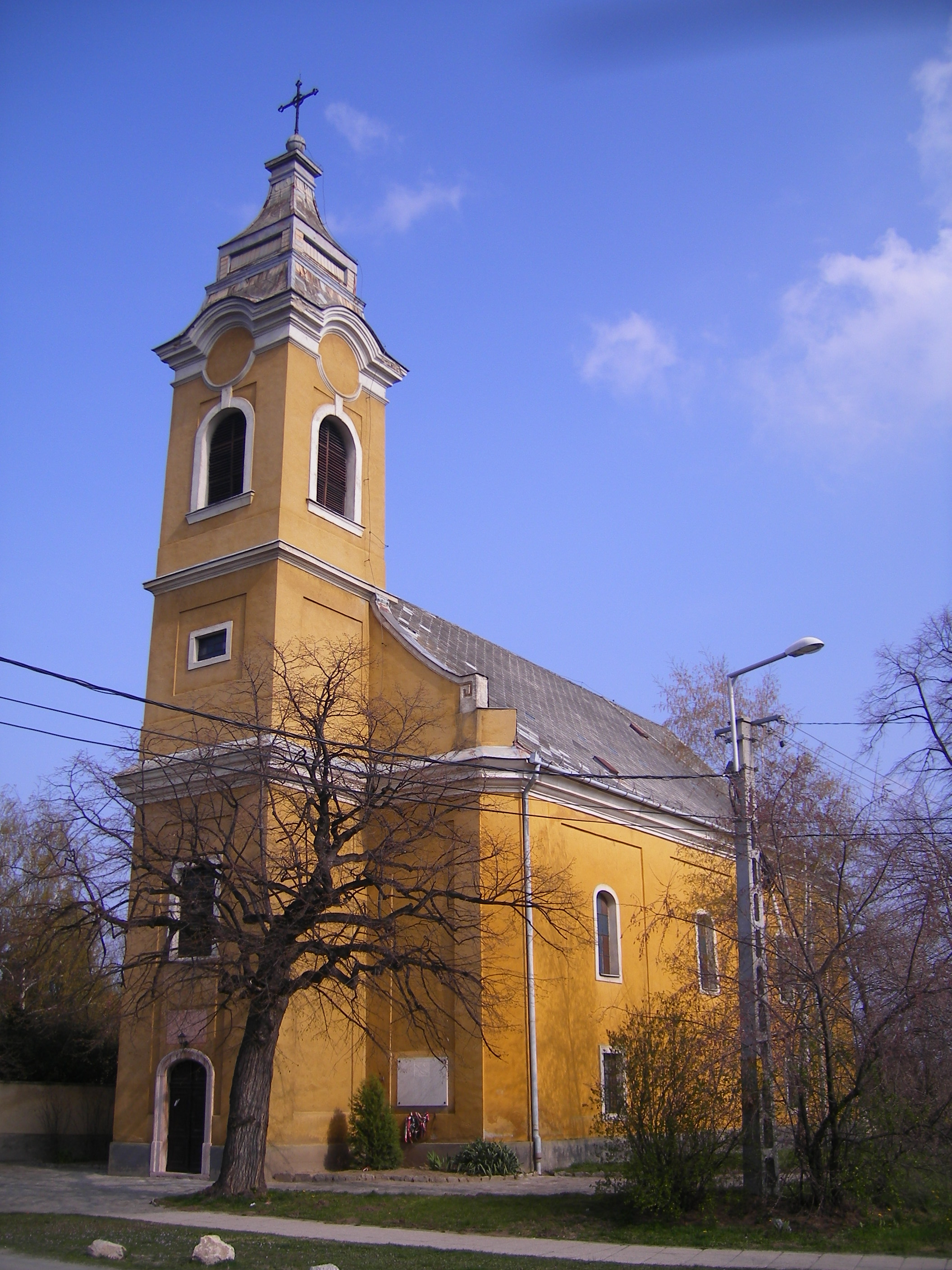
Evangélikus templom

Víztorony – HaraszthegyAz 1960-as években megépített monstrum a formáját tekintve egyedülálló az országban. Fénykora idején az egész város vízellátását biztosította, jelenleg a térség központi víztároló medencéje. Megépítése óta azonban a város egyik szimbóluma, amely az oroszlányi belváros közelében, a Haraszt-hegy tetején emelkedik, így Oroszlány számos pontjáról látható. Tövéből szép kilátás nyílik a városra, és a települést övező erdőségekre.
Városkapu – Fürst Sándor utcaA városkapu 1958-as megépítése óta Oroszlány egyik szimbóluma. Kezdetben a városi könyvtár kapott helyet falai között. A város művelődési házának felépítése után az épület funkcióját vesztette, mert a könyvtár oda költözött át. Állapota innentől kezdve jelentősen romlott, amelyet csak az 1990-es években végrehajtott restaurálás fékezett meg. Funkciója egyelőre nem tisztázott, bár a város legimpozánsabb épületei közé tartozik.
Oroszlányi Bányászati Gyűjtemény – volt XX-as akna.
Katolikus templom – HaraszthegyA templomot Ripszán János tervei alapján építették, felszentelésére 1994-ben került sor. Célszerűbb talán templomegyüttesről beszélni, a komplexum ugyanis nemcsak a templomot, hanem a hitoktatótermet és a plébániát is magában foglalja. A Győri egyházmegye kezdte az építkezést, de a befejezésre már a Székesfehérvári egyházmegye védnöksége alatt került sor. A templom védőszentje Munkás Szent József, búcsúnapja május 1.
Evangélikus templomAz oroszlányi evangélikusok első temploma 1702-ben épült, majd mikor kicsinek bizonyult átépítették. A ma is látható egyhajós, klasszicista stílusú templomot 1787-ben szentelték fel, a majki kamalduli remeteség bezárása után öt évvel. Fontos dolog ez a templom történetében, hiszen a helybéliek hozzájuthattak az impozáns majki templom berendezéseihez: a főoltár, a szószék, és a karzatot tartó oszlopok is onnan származnak. A 30 méter magas toronyban az első világháborúig három harang volt, de kettőt hadicélokra vittek el. 1923-ban pótolták a hiányzó harangokat, de a második világháborúban ismét elrekvirálták a középsőt, amelyet 2018-ban pótoltak. A délidőben megszólaló három és félmázsás harang szava Oroszlány-Ófalu közepéről messzire hallatszik, a harang zúgása az egész városban hallható.
Topolya-kútA köztéri alkotást szokás Topolyafának vagy csak egyszerűen Topolyának is hívni. Oroszlány magvának, a falunak a fennállásának 300. évfordulójára emeltette a város. A kompozíció Kugl György, városból elszármazott szobrászművész alkotása. A stilizált fát formázó központi elem körül kisebb térkövek helyezkednek el, egyikben ivókutat rejtettek el. A város jelesebb napjain a „fa” tetejéről folyik a víz, teljessé téve az emlékművet.
Szlovák nemzetiségi tájházA 19. század végén épült telkesgazdaházban 1987-ben nyílt meg a szlovák tájház. A háromosztatú lakóház konyháját és szobáit enteriőrszerűen rendezték be, elsősorban a településen gyűjtött tárgyakból válogatva. A kiállított tárgyak közül különösen érdekesek az egykori oroszlányi viseletet bemutató ruhadarabok és a mindennapi élet tárgyi eszközei , de az udvart keresztben lezáró pajtában a földművelés eszközei mellett szekér is látható. A lakóházzal szemben álló nyári konyha és az alatta lévő pince berendezése hűen mutatja be a tejgazdálkodás és a szőlőművelés hagyományos eszközkészletét. Az itteni lakosság csekély jövedelme kiegészítése érdekében hamuzsírfőzéssel, mészégetéssel, fuvarozással is foglalkozott. A kiállítás ezekről a mesterségekről is megemlékezik.
Esterházy-vadászkastély

### Látnivalók a közelben
- Majki műemlékegyüttes
- Vértesszentkereszti apátság
- Gerencsérvár
- Oroszlánkő vára
- Gesztesi vár
- Vitányvár

## Ismert személyek
- Itt született 1881-ben Esterházy Móric magyar arisztokrata politikus, miniszterelnök.
- Itt született 1943-ban Hanzlik János magyar súlyemelő, testnevelő tanár, mesteredző, sportvezető, nemzetközi bíró, a sportág korábbi szövetségi kapitánya.
- Itt született 1961-ben Varga Zoltán magyar kürtművész.
- Itt született 1966-ban Sallói István magyar válogatott labdarúgó.
- Itt született 1967-ben Számadó Emese magyar régész, múzeumigazgató.
- Itt született 1970-ben Kutasi Csaba entomológus-muzeológus.
- Itt született 1974-ben Kovács "Vipera" Attila profi világbajnok bokszoló.
- Itt született 1978-ban Hegedűs Csilla magyar karatesportoló és edző.
- Itt született 1979-ben Czukor Balázs magyar színész.
- Itt született 1980-ban Malomvölgyi Márta magyar oboaművész.
- Itt született 1983-ban Likerecz Gyöngyi magyar női súlyemelő.
- Itt született 1983-ban Molnár Nikoletta Jászai Mari-díjas magyar színésznő.
- Itt született 1984-ben Baranyai János magyar válogatott súlyemelő és cselgáncsozó.

## Képtár

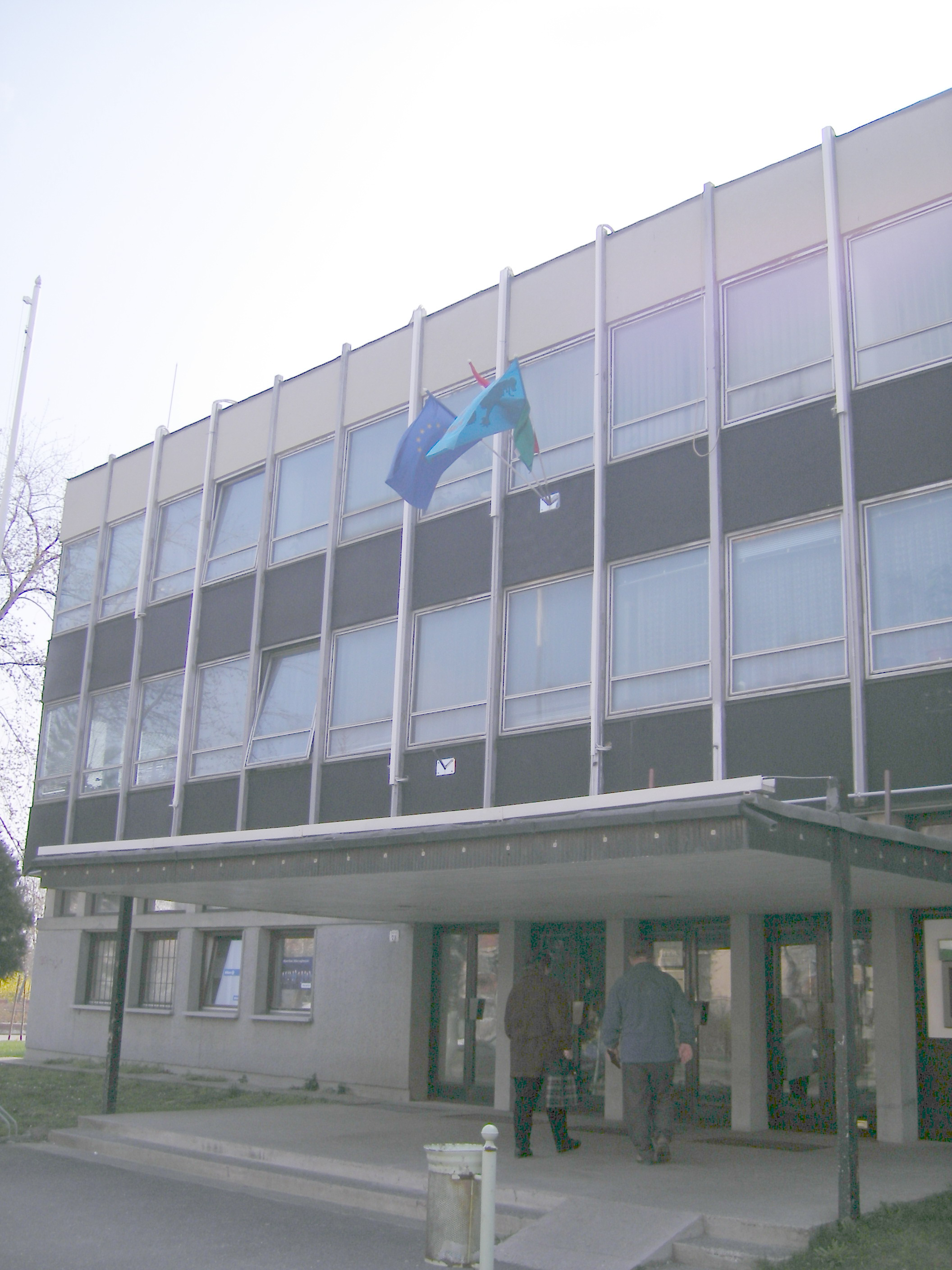
Városháza
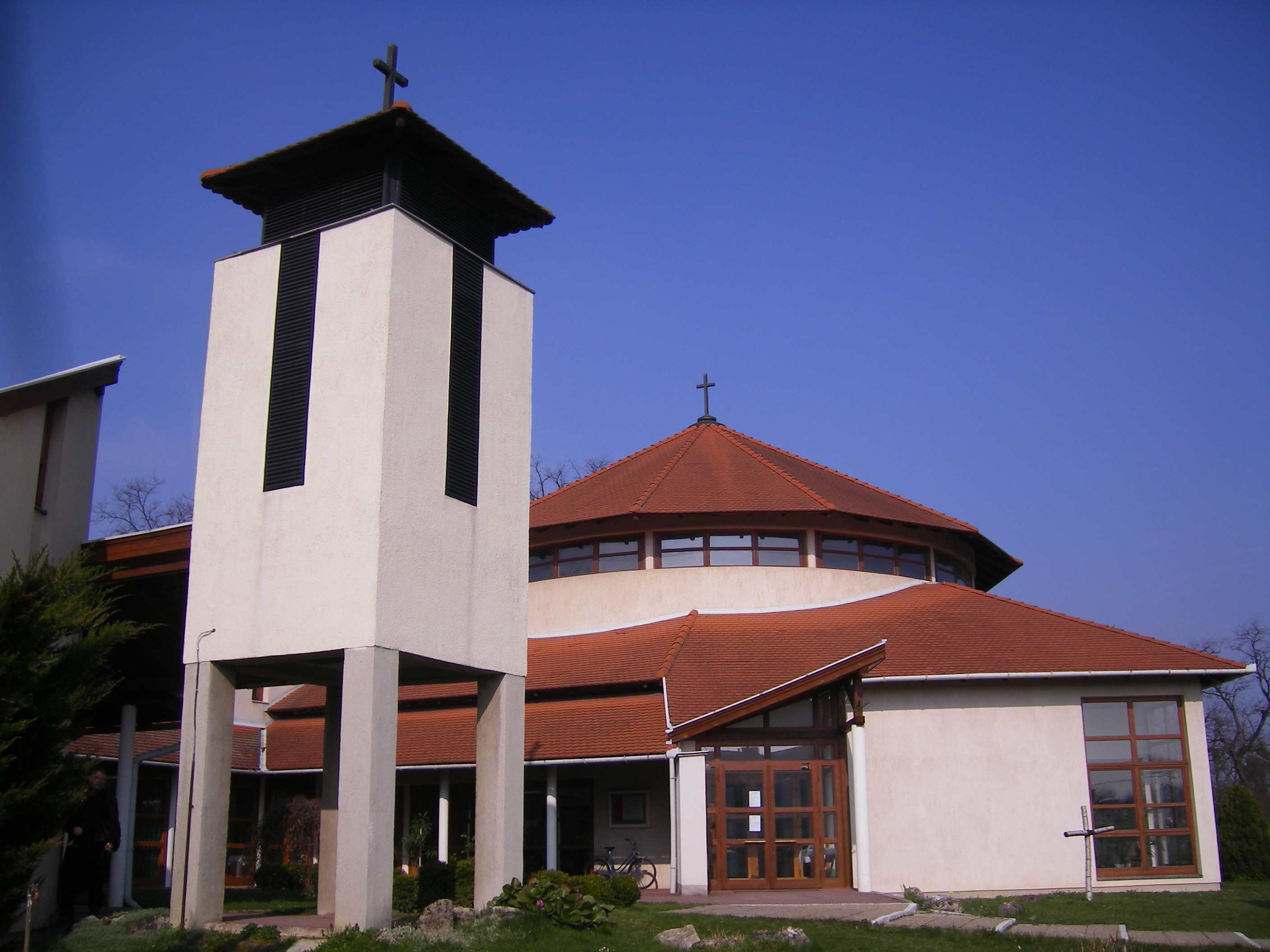
Katolikus templom
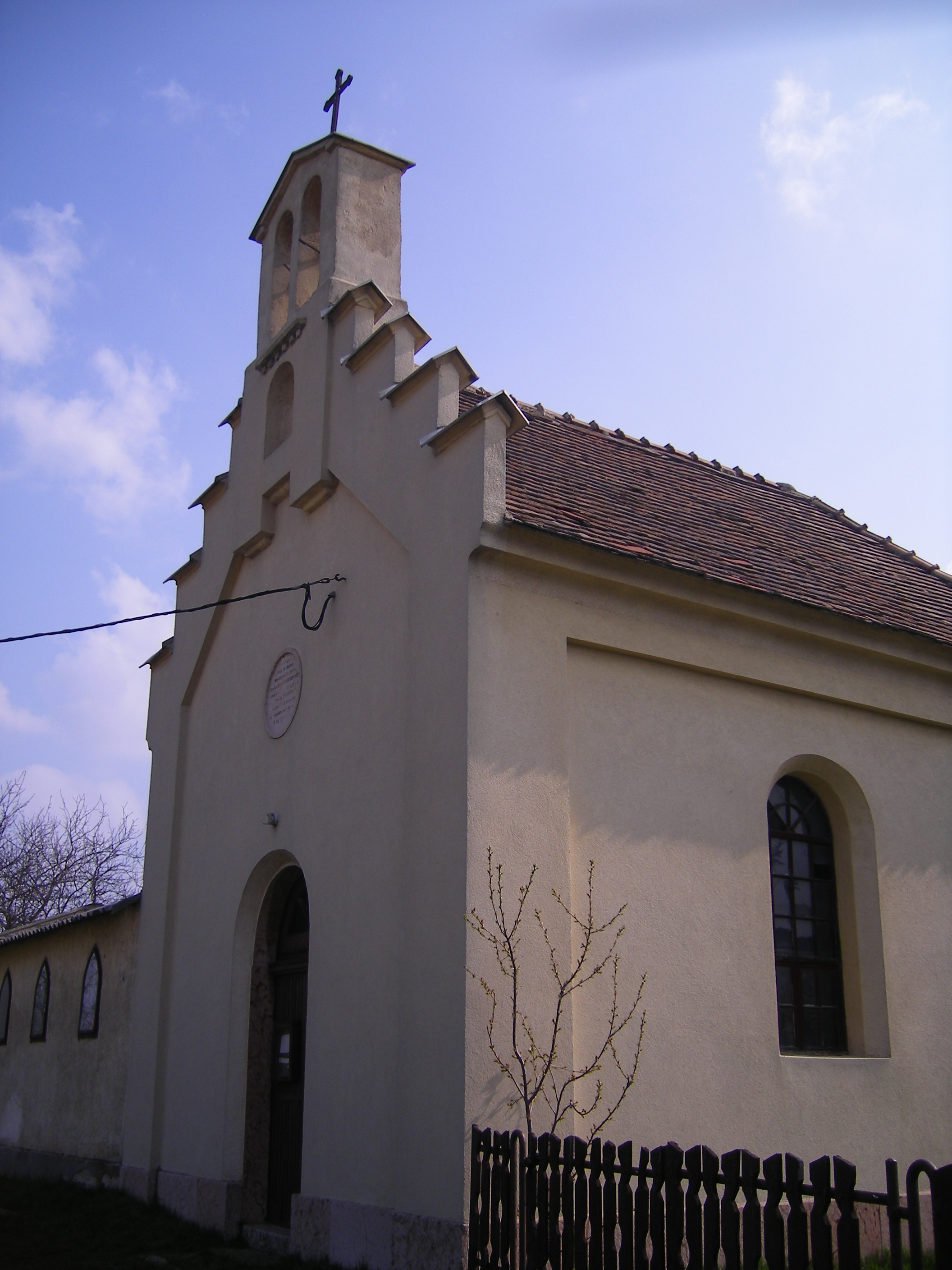
Szent József-kápolna
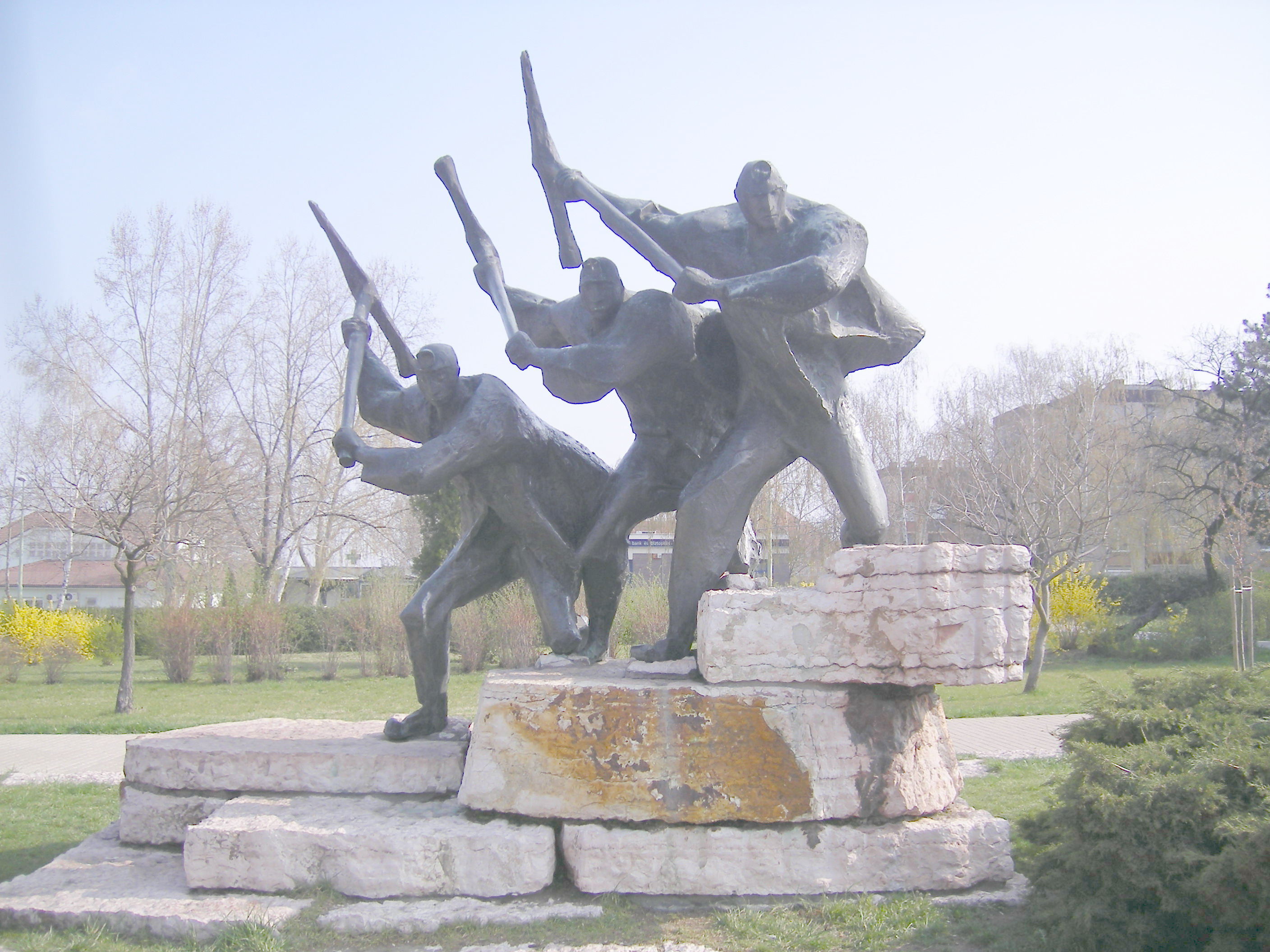
Bányászemlékmű
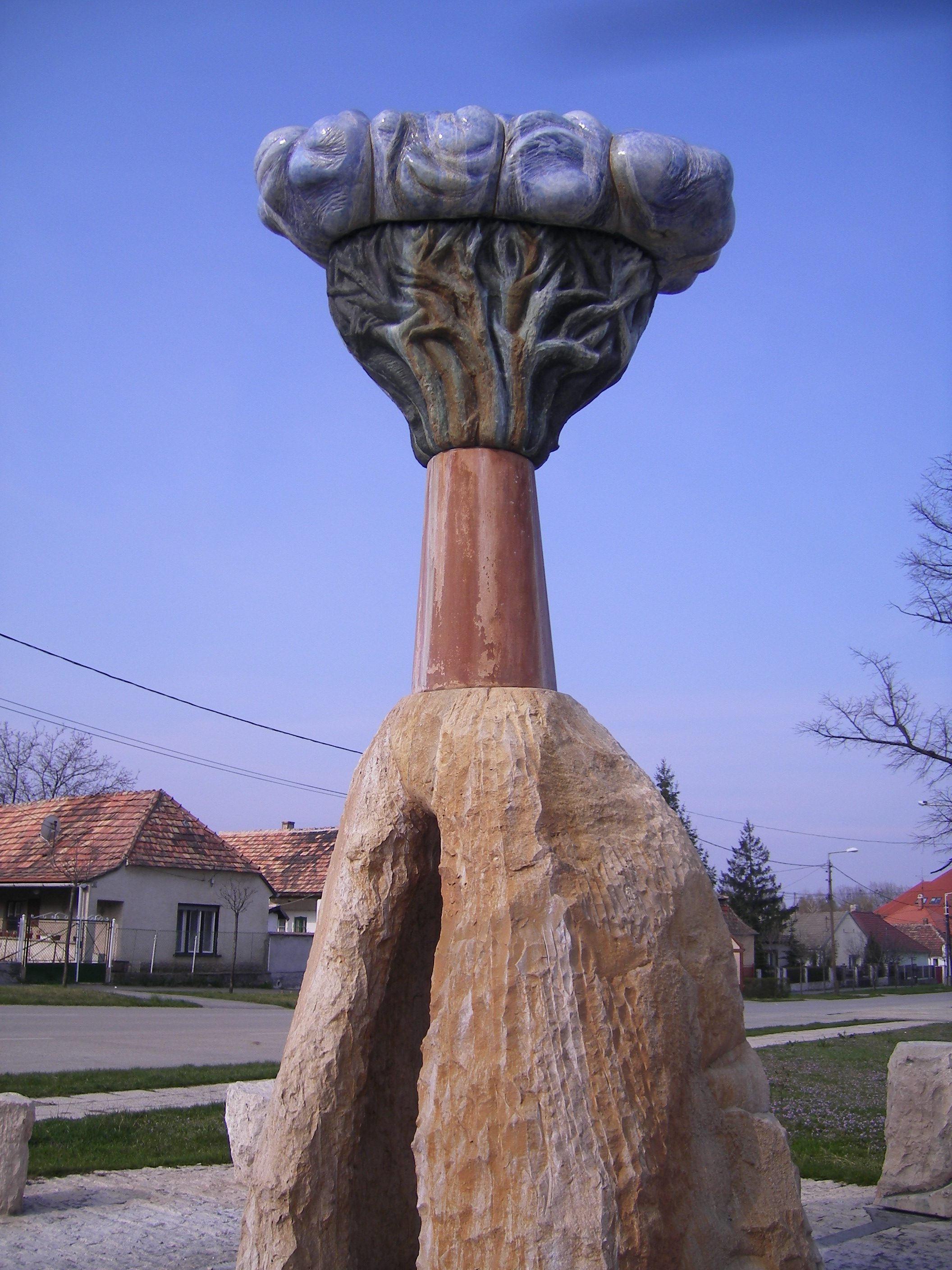
Topolya-kút
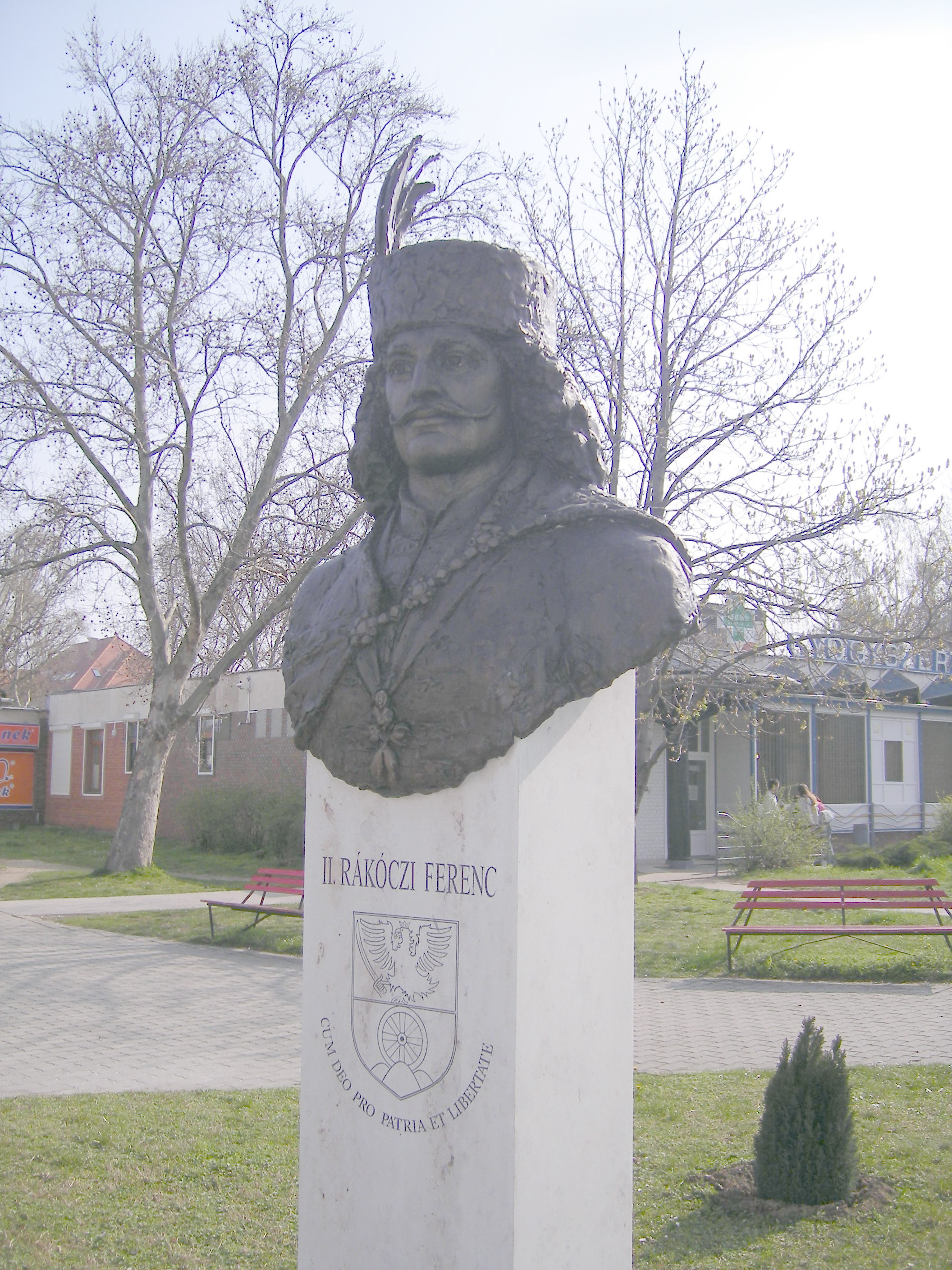
Rákóczi Ferenc mellszobra
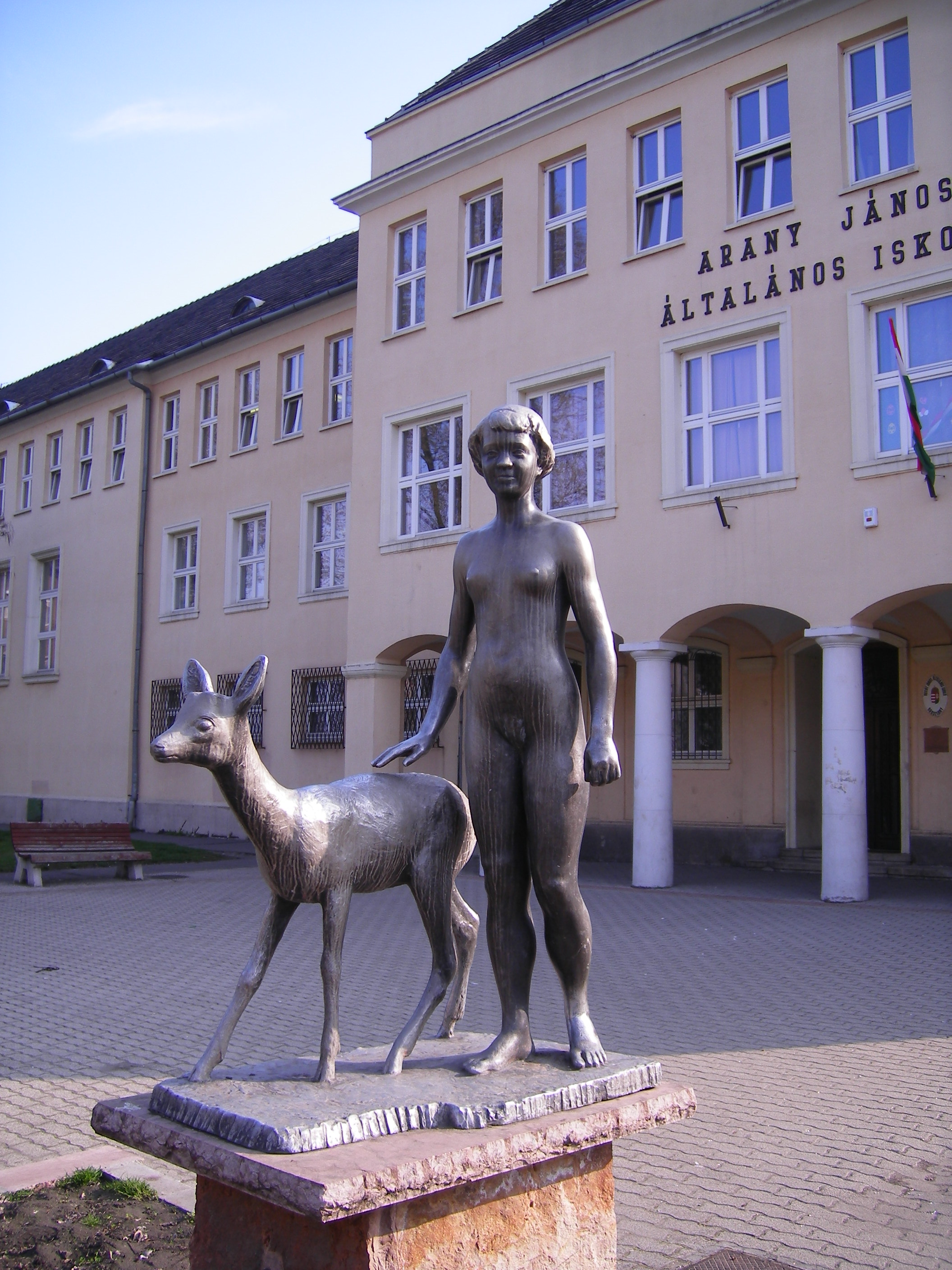
Arany János Általános Iskola
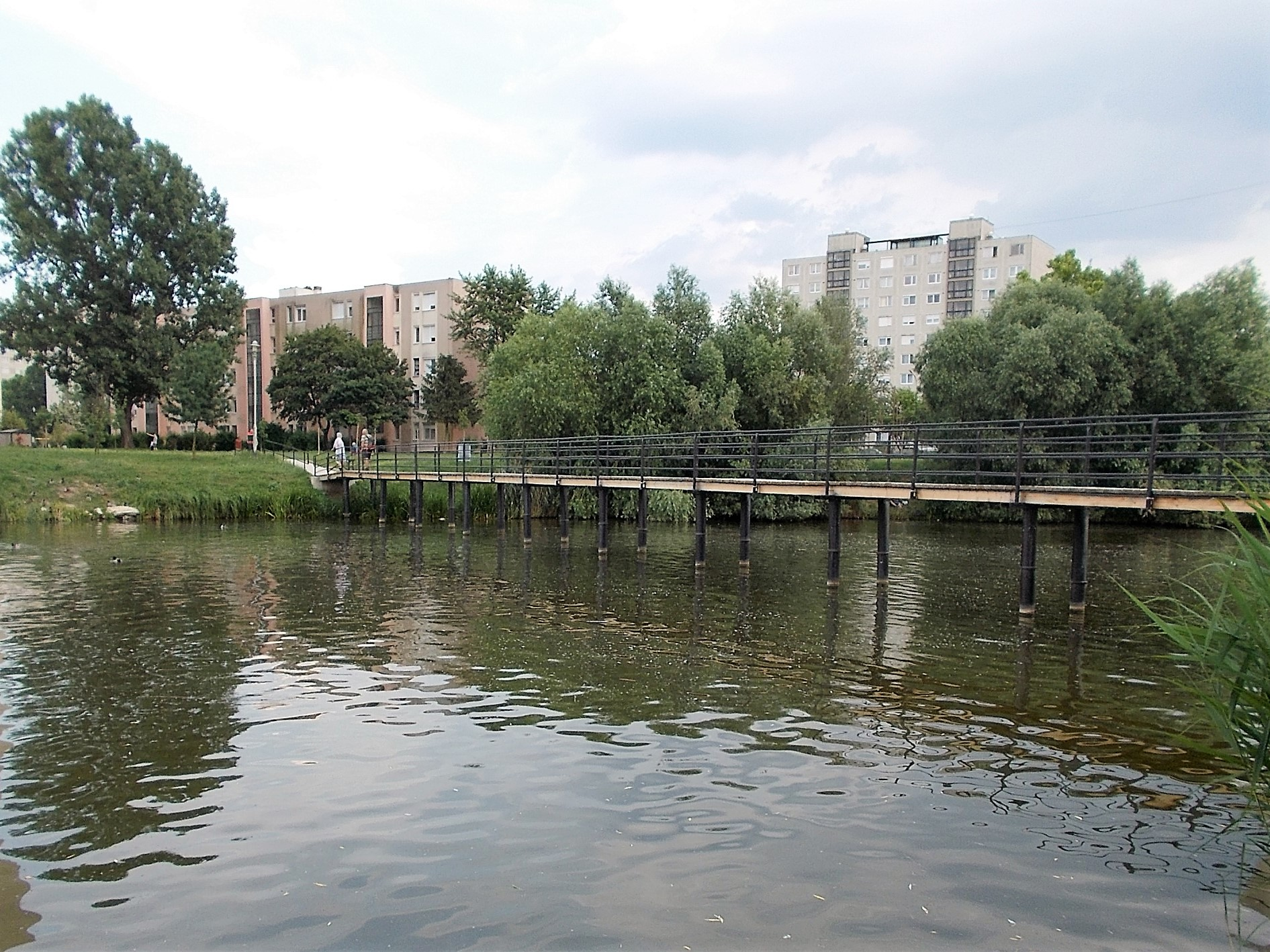
Tópart lakótelep
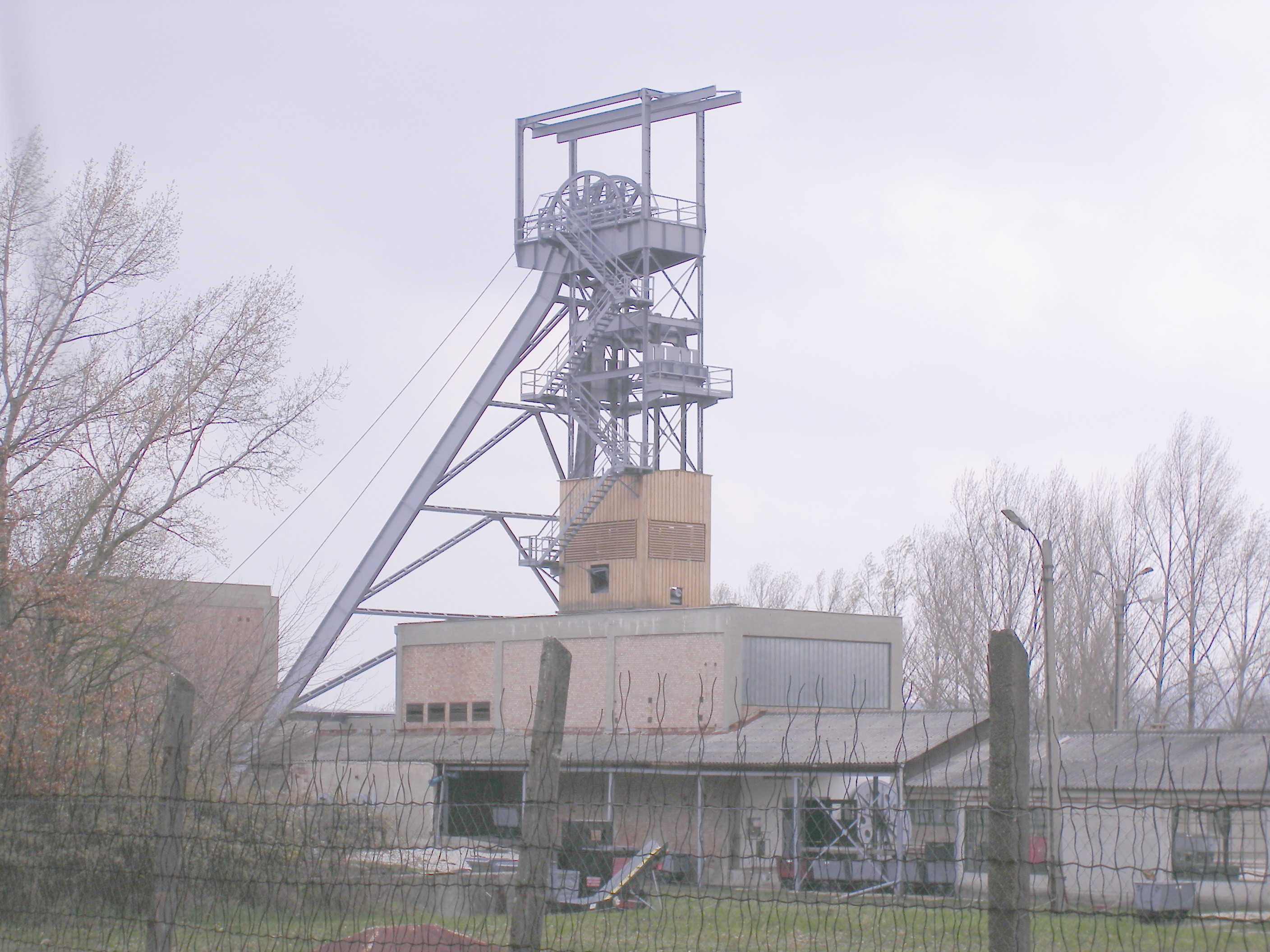
A XX-as akna látképe
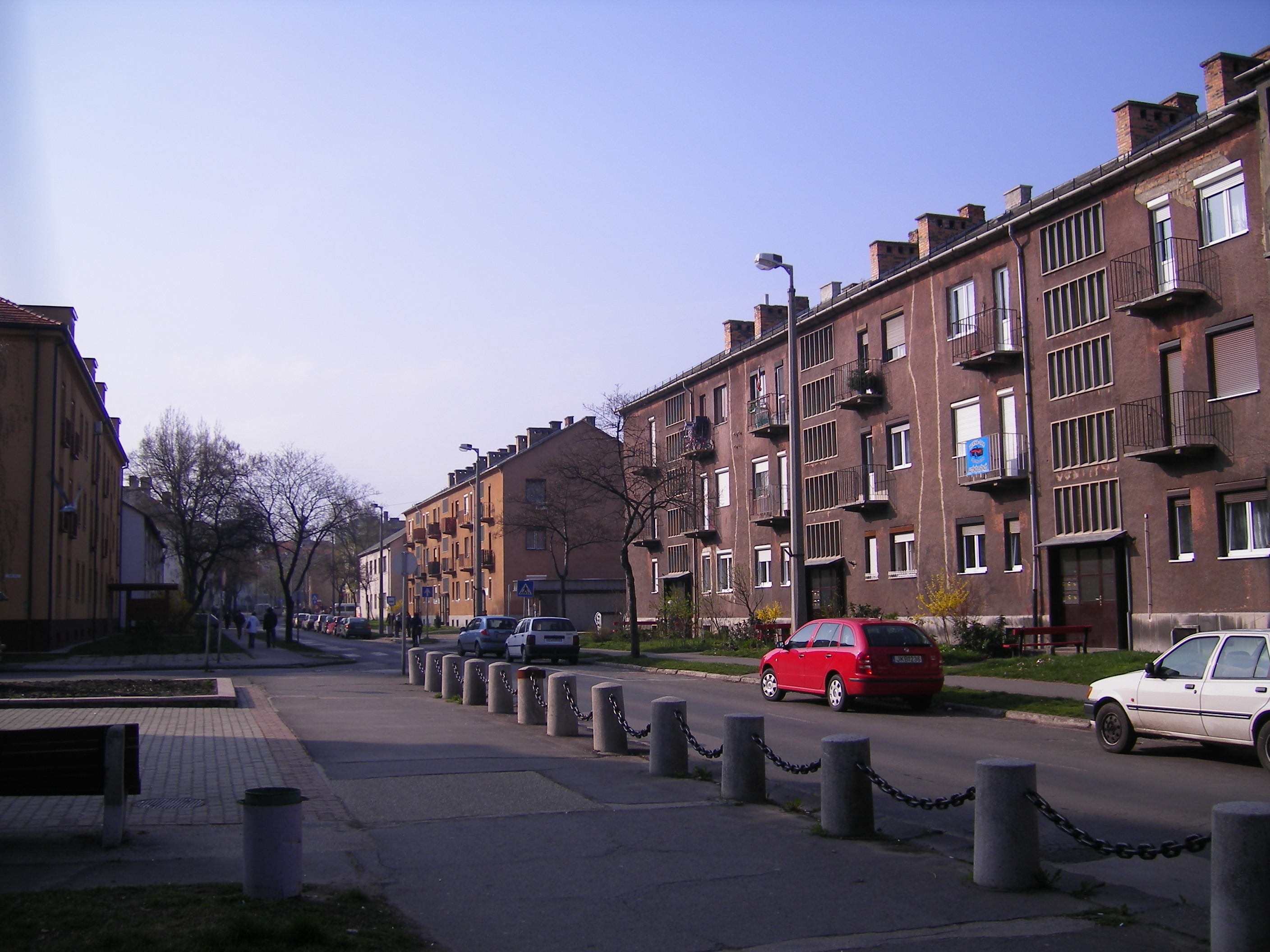
Fürst Sándor utca
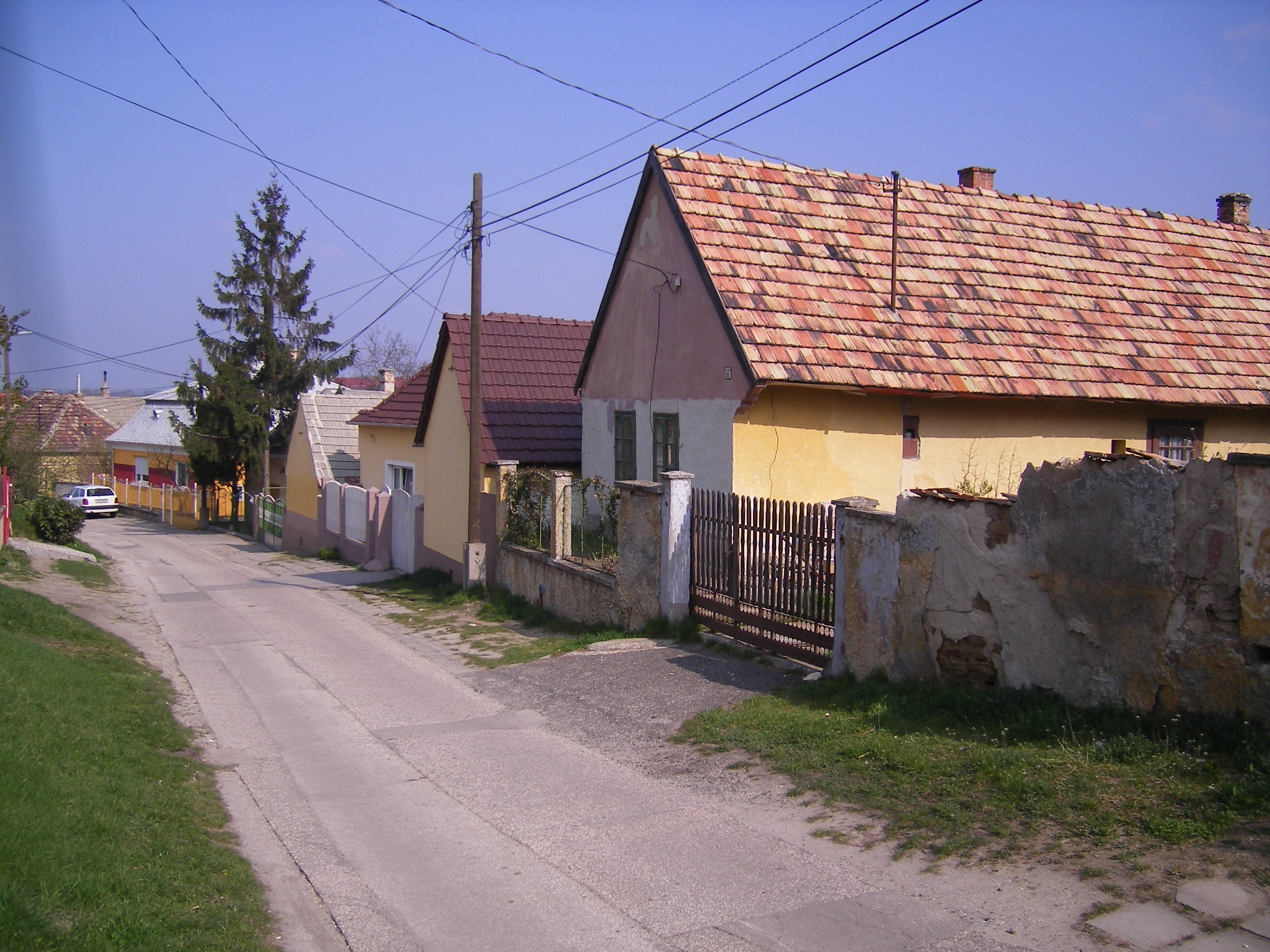
Várdomb utca
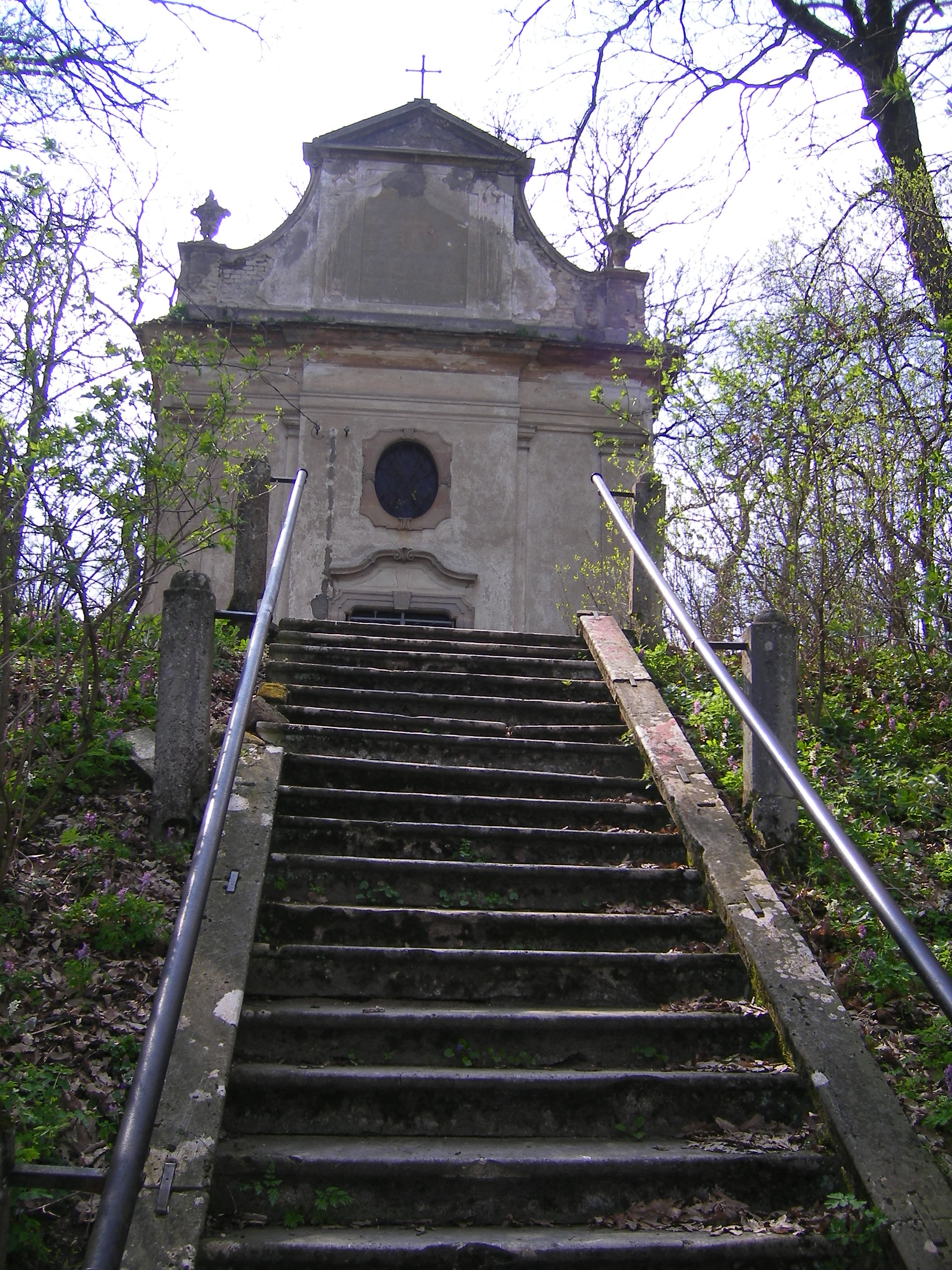
Celli Szűz Mária-kápolna Majkpusztán
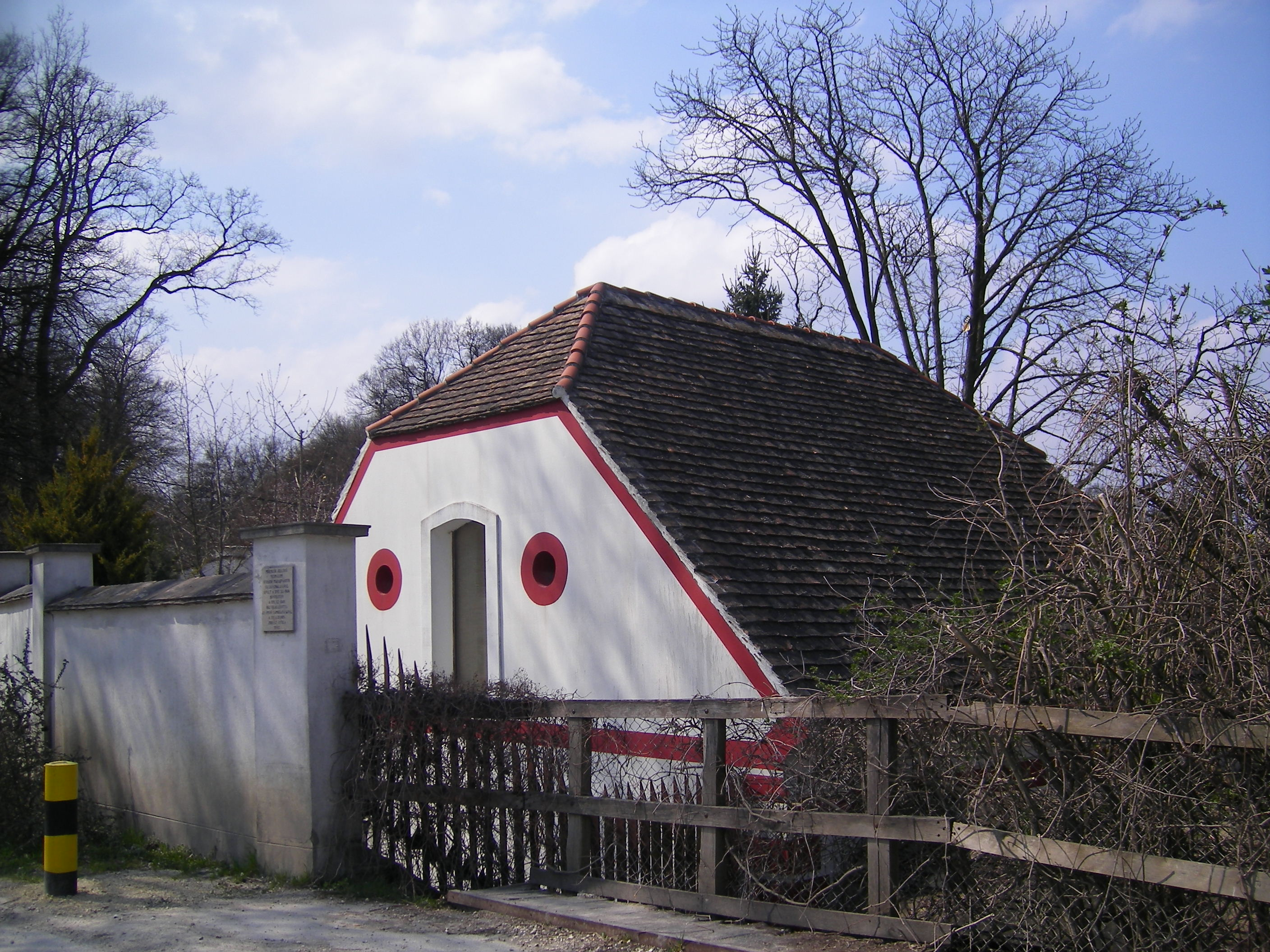
Régi vízimalom Majkpusztán
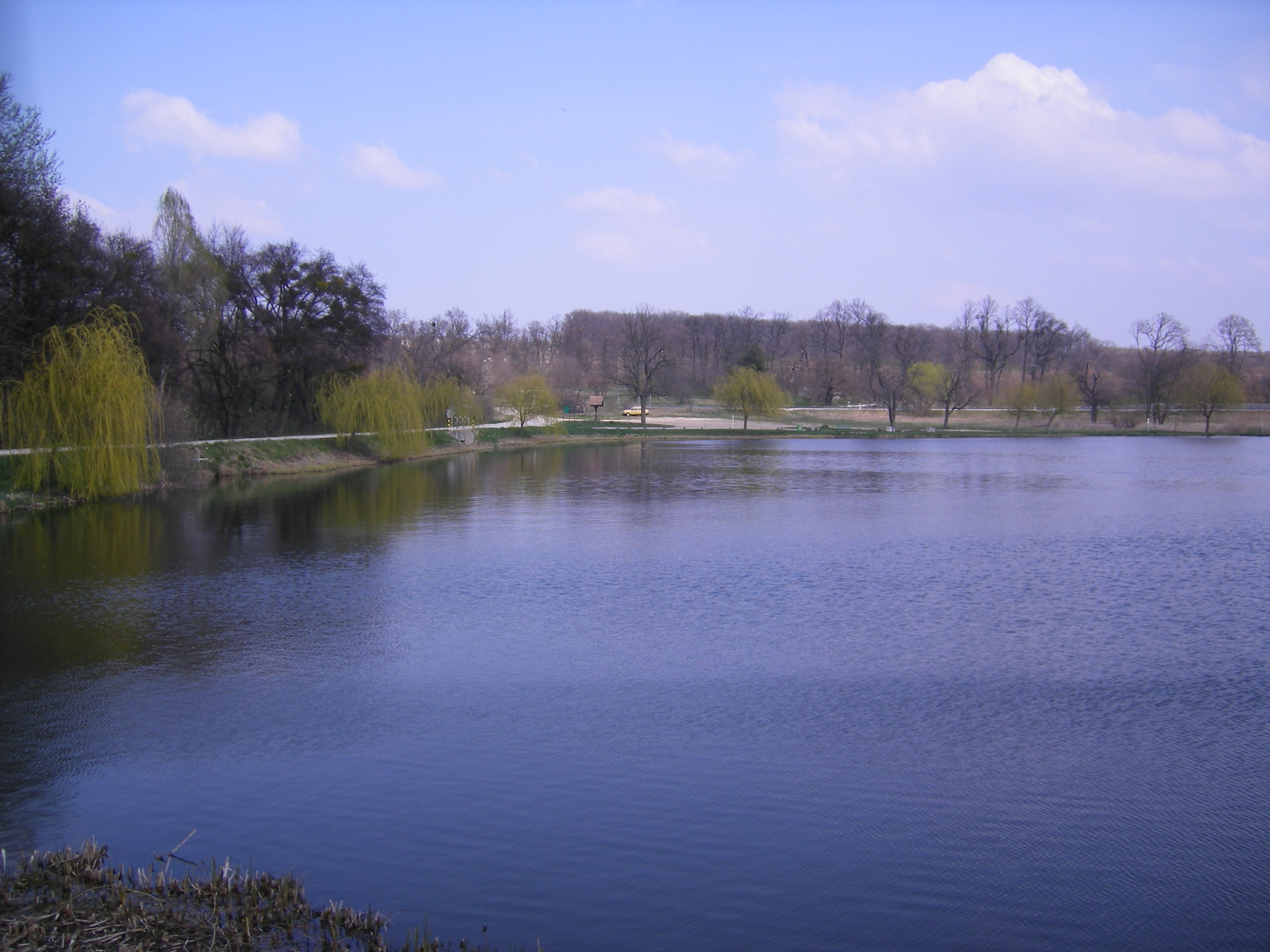
Majki-tó

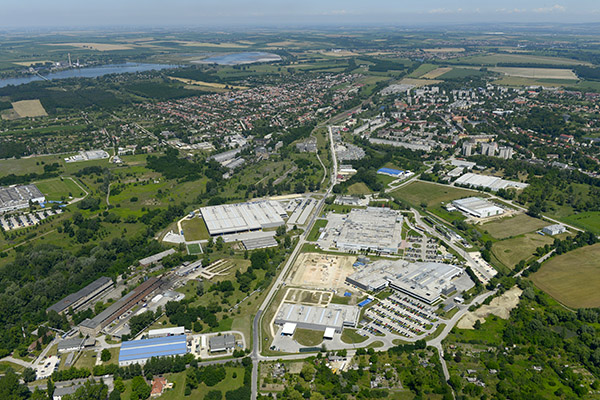
Az oroszlányi ipari park légifotón
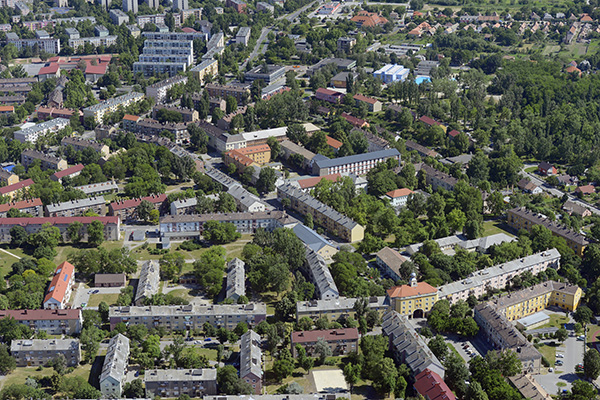
Oroszlány belvárosa a magasból
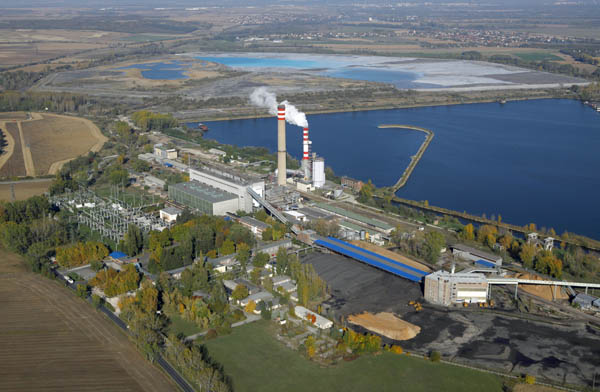
Az oroszlányi Vértes Hőerőmű Zrt. madártávlatból
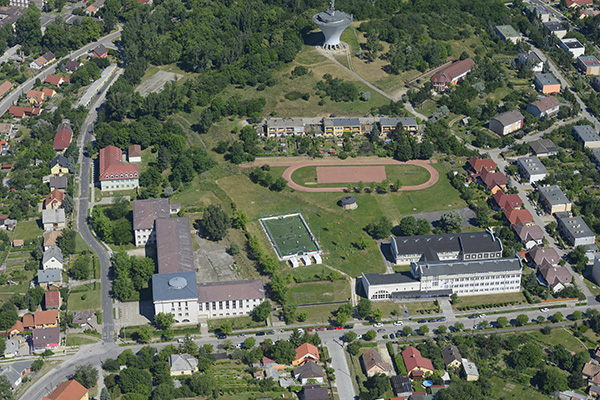
Oroszlányi iskolák légifelvételen